# Bun’ei
Bun’ei (japanisch 文永) ist eine japanische Ära (Nengō) von März 1264 bis Mai 1275 nach dem gregorianischen Kalender. Der vorhergehende Äraname ist Kōchō, die nachfolgende Ära heißt Kenji. Die Ära fällt in die Regierungszeit der Kaiser (Tennō) Kameyama- und Go-Uda.
Der erste Tag der Bun’ei-Ära entspricht dem 27. März 1264, der letzte Tag war der 21. Mai 1275. Die Bun’ei-Ära dauerte zwölf Jahre oder 4073 Tage.

## Ereignisse
- 1265 Die Anthologie Shokukokin-wakashū wird fertiggestellt
- 1266 Koreyasu wird siebter Shōgun des Kamakura-Shōgunats
- 1271 Nichiren wird für drei Jahre auf die Insel Sado verbannt
- 1272 Go-Saga Tennō stirbt
- 1274 Beginn der ersten Mongoleninvasion mit der Schlacht von Bun’ei.